# ماساكي ساوانوبوري
ماساكي ساوانوبوري (باليابانية: 澤登 正朗) (12 يناير 1970 في فوجينوميا في اليابان – )؛ هو لاعب كرة قدم ياباني سابق كان يلعب كلاعب وسط. سبق له أن لعب مع منتخب اليابان.

## وصلات خارجية
- ماساكي ساوانوبوري على موقع رابطة كرة القدم اليابانية للمحترفين (اليابانية)
- ماساكي ساوانوبوري على موقع قاعدة بيانات كرة القدم.إي يو (الإنجليزية)
- ماساكي ساوانوبوري على موقع ناشيونال فوتبول تيمز (الإنجليزية)
- ماساكي ساوانوبوري على موقع عالم كرة القدم.نت (الإنجليزية)

- National Football Teams
- Japan National Football Team Database